# Євсєєв Микола Іванович
Микола Іванович Євсєєв (1922—1999) — полковник Радянської Армії, учаснник Великої Вітчизняної війни та придушення Угорської революції 1956 року, Герой Радянського Союзу (1956).

## Біографія
Микола Євсєєв народився 6 грудня 1922 року у Курську. Після закінчення середньої школи працював інструктором спортивного товариства «Динамо» у Льгові. У червні 1941 року Євсєєв був призваний на службу у Робітничо-селянську Червону Армію. У жовтні 1942 року закінчив Харківське танкове училище. З грудня того ж року — на фронтах Великої Вітчизняної війни. Брав участь у Сталінградській битві. У 1944 році закінчив Ленінградську вищу офіцерську школу. Після закінчення війни продолжив службу у Радянській Армії. До жовтня 1956 року гвардії майор Микола Євсєєв командував танковим батальйоном 71-го гвардійського танкового полку 33-ї гвардійської механізованої дивізії Окремої механізованої армії, що базувалася у Румунії. Відзначився під час придушення Угорської революції.
Батальйон Євсєєва під час штурму Будапешту 3-8 листопада 1956 року діяв у авангарді та на головному напрямку. Він безпосередньо брав участь у боях з повстанцями, знищуючи їх вогневі точки. Незважаючи на ворожий вогонь, Євсєєв зумів евакуювати тіло загиблого полковника Кохановича. Вів переговори з керівниками груп повсталих. Батальйон Євсєєва при мінімальних втратах зі свого боку завдав серйозної шкоди повстанцям, розгромив два їх опорних пункти.
Указом Президії Верховної Ради СРСР від 18 грудня 1956 року за «мужність та відвагу, проявлені при виконанні військового обов'язку» майор Микола Євсєєв був удостоєний високого звання Героя Радянського Союзу з врученням ордену Леніна та медалі «Золота Зірка» за номером 10804.
У 1973 году у званні полковника Євсєєв був звільнений у запас. Проживав у місті Світловодську Кіровоградської області, працював директором нафтобази. Помер 20 лютого 1999 року.
Був також нагороджений орденом Червоного Прапора та двома орденами Вітчизняної війни 1-го ступеня, рядом медалей.